# Morro Brás
Morro Brás (crioll capverdià Morr Brás) és una vila a l'est de l'illa de São Nicolau a l'arxipèlag de Cap Verd. Està situada a la costa del nord, 11 kilòmetres a l'est de Ribeira Brava.